# Irisches Sweathouse

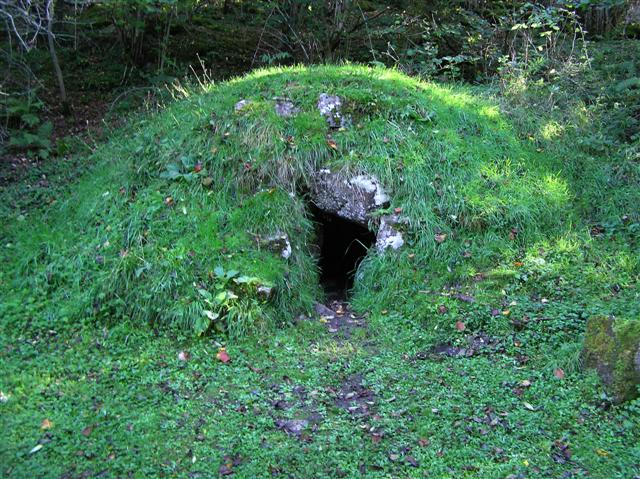
Tirkane Sweathouse

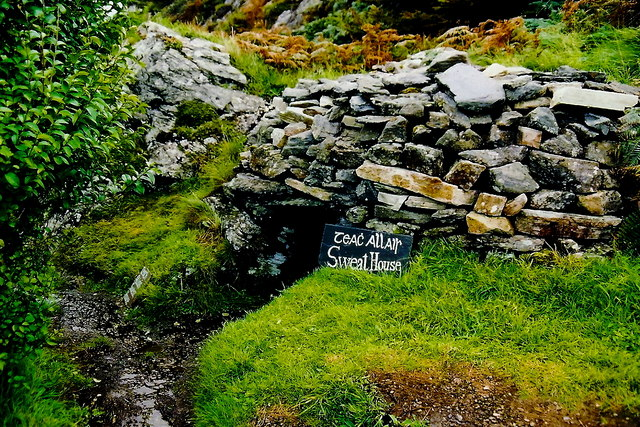
Glencolumbkille Sweathouse

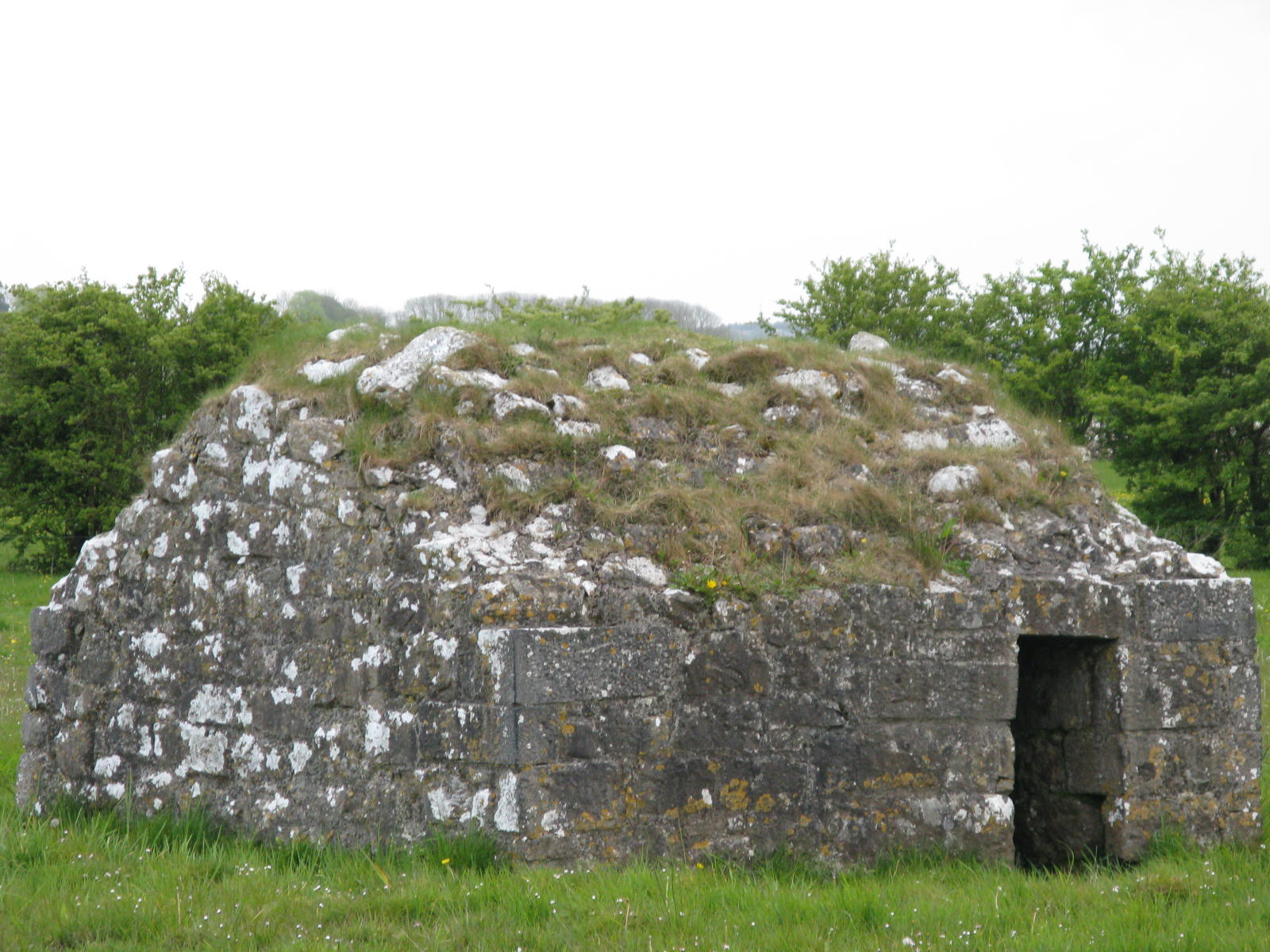
Teach Allais Sweat House bei Barnadearg

Irische Sweathouses (deutsch „Schwitzhäuser“) sind kleine, nicht selten bienenkorbförmige vorzeitliche Strukturen aus Feldsteinen mit Kraggewölben. Sie haben Durchmesser und Höhen, die selten mehr als zwei Meter betragen. Die Zugänge sind Kriechgänge. Die meisten von jenen, die überlebt haben, boten nicht mehr als drei bis vier Personen Platz. Sie gleichen kleinen in Wällen errichtete „Höhlen“, in denen laut Berichten im 17. Jahrhundert viele Iren sogar gelebt haben sollen.
Der erste detaillierte Bericht über irische Sweathouses kam im späten 18. Jahrhundert von Latocnayem, einem Mann, der kein irisch sprach.

## Lage
Sie liegen oft abseits an eher versteckten Orten, weit weg von Wohnhäusern und oft auch von Wegen, in der Nähe von kleinen Bächen und/oder in kleinen Wäldchen oder Gebüschen. Das unterscheidet sie von den Kalköfen (lime kilns), die auch in den zentralen Countys Leitrim und Cavan vorkommen und einen ähnlichen Aufbau, aber kleinere „Zugänge“ haben.
Sweathouses wurden sorgfältig gebaut, oft mit Kraggewölben, manchmal aber auch mit Plattendächern. Einige Townlands hatten mehrere Sweathouses, und auch heute haben drei von vier Townlands mehr als ein intaktes oder  zerstörtes Sweathouse.

## Nutzung
Sie werden anhand völkerkundlicher Vergleiche meist als Saunen interpretiert. Einige haben Spalten für den Rauch oder Lüftungskanäle. Wo diese zu groß waren, wurden sie mit Grassoden oder mit Mörtel gestopft. Sie wurden oft mit Plaggen abgedeckt. Dass sie befeuert wurden, ist sicher, da bei einigen Anlagen an den Decken Ruß anhaftete. Damit unterscheiden sie sich von nordamerikanischen Inipis, die selten, wenn überhaupt, aus Stein gebaut waren und durch heiße Steine aus einem nahegelegenen Feuer erhitzt wurden.

## Verbreitung
Die gegenwärtig festgestellte Verteilung bevorzugt die Regionen Mittelirlands:
Cavan (Legeelan, Tullynafreave), Leitrim (Annagh upper, Cleighran More, Gubnaveagh) und County Roscommon (Ardmullen, Carrownrarriff, Cartonperagh, Cornageeha und Eskerbawn) – wobei „Ausreißer“ im Fermanagh (Scribbagh), County Londonderry (Tirkane), County Tipperary (Doonane), Tyrone (Sweathouse von Cadian), County Sligo (Inishmurray) und Wicklow (Annacarney) erkannt wurden.

## Kontext
Über Europa verbreitet gibt es eine große Anzahl Kraggewölbebauten aus Trockenmauerwerk wie etwa die Kuppelbauten der Hebriden, die den Sweathouses sehr ähnlich sind. Alle anderen Typen haben jedoch richtige Türen, im Gegensatz zu den winzigen Eingängen der irischen Sweathouses.